# District de Yuyang
Le district de Yuyang (榆阳区 ; pinyin : Yúyáng Qū) est une subdivision administrative de la province du Shaanxi en Chine. Il est placé sous la juridiction de la ville-préfecture de Yulin.